# Pláně (přírodní památka)
Pláně je přírodní památka severně od obce Kuřimská Nová Ves v okrese Brno-venkov. Důvodem ochrany je příkrý skalnatý svah s řídkým smíšeným porostem a bohatou květenou.